# Nokia 8600 Luna
Nokia 8600 Luna — имиджевый мобильный телефон компании Nokia.

## Общие сведения
Телефон категории «Live Premium». Является следующей моделью после Nokia 8800 SE. При этом на рынке модель стоила на 250 евро ниже Nokia 8800 SE, являясь ниже по статусу. 
Название происходит от Селены, греческой богини ночного света.
В Nokia 8600 Luna впервые применили в телефонах Nokia в корпусе стекло. До этого стекло в своих моделях применяла только Motorola.
Нижняя часть слайдера выполнена из закалённого стекла, которое выдерживает случайные падения. 
Основная часть корпуса изготовлена из нержавеющей стали. Покрытие корпуса матовое с порошковым напылением.
Присутствуют решетки стереодинамиков из металлической сеточки, хромированная спаренная клавиша регулировки громкости.
Корпус выполнен в чёрной расцветке.
Используется литий-полимерный аккумулятор BP-5M емкостью 900 мАч. Аккумулятор рассчитан на 10 дней в режиме ожидания и до 3.7 часов в режиме разговора.
Дисплей QVGA разрешением 240х320 точек. Диагональ — 2 дюйма, 31х41 мм. Отображает до 16 миллионов цветов (TFT), Дисплей имеет зеркальный слой.
Установлено 128 Мб встроенной памяти.
Платформа S40 третьего издания с Feature Pack 1.
Применяется разъем microUSB.
Телефон поддерживает стандарт USB 2.0. Средняя скорость передачи данных в режиме USB Mass Storage — 500-600 Кб/c.
При подключении к компьютеру можно выбрать режим USB Mass Storage, PC Studio либо режим модема. 
Поддерживается Bluetooth 2.0 с EDR.
Установлена 2-мегапиксельная камера (CMOS). Поддерживаются разрешения снимков до 1600x1200. Цифровой зум х8.
Видео записывается в формате 3GP, разрешение роликов — 128х96 либо 176х144.
Предусмотрена возможность установки сторонних приложений. Установлено ограничение на размер Java-приложения — 1 Мб.
Есть виброзвонок.
Стоимость аппарата на момент релиза — от 700 до 800 евро.

## Похожие модели
- Nokia 8800 Sirocco
- Nokia 8800 Sirocco Gold
- Nokia 8801
- LG KE800